# Raggio di sole (Le Vibrazioni)
Raggio di sole è una canzone del gruppo milanese Le Vibrazioni. È il primo singolo estratto dall'album Le Vibrazioni II, secondo lavoro della band.
È stata scritta da Francesco Sarcina, leader del complesso, voce e compositore.
È stata pubblicata come singolo nel marzo 2005, arrivando fino al numero 3 tra i singoli più venduti in Italia e rimanendoci per due settimane. È stato frequentemente trasmesso in radio, raggiungendo la posizione numero 1 dell'airplay.

## Classifiche
| Classifica (2005) | Posizione massima |
| ----------------- | ----------------- |
| Italia            | 3                 |